# عز الدين الرسعني
أبو محمد عز الدين عبد الرازق بن رزق الله بن أبي بكر بن خلف بن أبي الهيجاء الرسعني الحنبلي فقيه حنبلي، وإمام ومحدث وأديب وشاعر.

## سيرته
ولد برأس عين سنة 589 هـ. سمع من أبي اليمن الكندي، والافتخار الهاشمي، وجماعة من علماء عصره. روى عنه الدمياطي والأبرقوهي. كان أحد علماء الحنابلة، وعالم الجزيرة الفراتية في عصره، رحل إلى بغداد ودمشق وحلب في طلب الحديث. ولي مشيخة دار الحديث في الموصل.

## مؤلفاته
- درة القاري في الفرق بين الضاد والظاء: في التجويد. هي مخطوطة تحتوي على ورقتين يتضمَّنان منظومةً من 32 بيتًا، أوضحَ فيها الإمام عز الدين الرسعني الفرق بين الضاد والظاء في القرآن الكريم.
- رموز الكنوز في تفسير الكتاب العزيز: في التفاسير. هذا التفسير يعد أحد التفاسير القيِّمة، حيث اعتمد مؤلفه في بيان معاني الآيات أحسن طرق التفسير، فهو يفسر الآية بالقرآن وقراءاته، ثم بالأحاديث الواردة، ثم بأقوال الصحابة والتابعين والأئمة المجتهدين، مع إيراد أسباب النزول المروية عنهم، ثم باللغة العربية، ويسوق الأحاديث النبوية بأسانيده المتصلة إلى الرسول. التفسير شامل أنواع شتى من فنون التفسير.[3]

## وفاته
توفي بسنجار في 12 ربيع الثاني 661 هـ.